# 瓦滕贝格轮

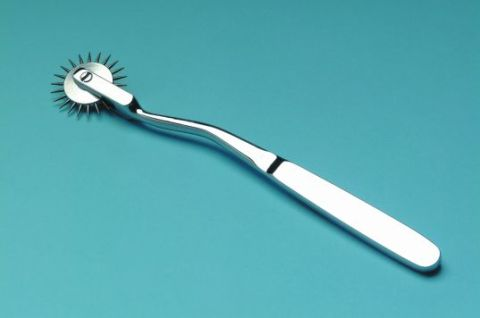

瓦滕贝格轮，也称为Wartenberg pinwheel或Wartenberg neurowheel，是用于神经系统的医疗器械。最初是由 Robert Wartenberg设计，通过轧皮肤用来测试神经反应（灵敏度）。瓦滕贝格轮通常由不锈钢制成，手柄大约7英寸长。轮子上均匀间隔尖锐的针，也有一次性的塑料版本。由于卫生方面的考虑，这些设备很少再使用。
瓦滕贝格轮可以用于BDSM或用作性玩具。